# Solfara Mandradipiano
La solfara mandradipiano o miniera Mandradipiano  è stata una miniera di zolfo sita in provincia di Caltanissetta nei pressi del comune di Mussomeli.
Aperta tra il 1860 e il 1870 è oggi inattiva.